# Gerhard Klopfer
Gerhard Klopfer (Schreibersdorf, 18 de febrero de 1905 - Ulm, 29 de enero de 1987) fue un político alemán y figura destacada del Partido Nazi (NSDAP), asistente de Martin Bormann en la Cancillería del Partido (Parteikanzlei).

## Biografía
Klopfer nació en 1905 en Schreibersdorf, en la provincia de Silesia (actual Pisarzowice, en Polonia). Estudió Derecho y Economía y en 1931 accedió a una plaza de juez en Düsseldorf. Cuando los nazis llegaron al poder en 1933, ingresó en el Partido Nazi (NSDAP) y en las filas de las SA (Sturmabteilung) y, al año siguiente, en la Gestapo. En 1935 pasó a formar parte del personal de Rudolf Hess y se incorporó a las SS (Schutzstaffel) con el rango honorífico de Oberführer. En 1938 era responsable de los asuntos judíos, de las cuestiones relativas a los matrimonios mixtos entre alemanes judíos y no judíos, y de las cuestiones generales relativas a la ocupación de estados extranjeros.
Como Secretario de Estado de la Cancillería, Klopfer representó a Martin Bormann, su jefe, en la Conferencia de Wannsee del 20 de enero de 1942, en la que se perfilaron los detalles de la "Solución Final de la Cuestión Judía", política que culminó en el Holocausto. Junto con Helmuth Friedrichs, Klopfer era el burócrata de mayor rango en la Cancillería, justo después de Bormann. Este puesto le otorgó un poder considerable dentro del Partido Nazi, ya que Bormann solía delegar en Klopfer y Friedrichs los nombramientos de los cargos del partido. En este cargo también fue responsable del reclutamiento de los hombres entre 16 y 60 años en la Volkssturm en los últimos momentos de la guerra.
En 1944 fue ascendido a SS-Gruppenführer.
Cuando en 1945 el Ejército Rojo entró en Berlín, Klopfer huyó de la ciudad, pero fue capturado. Se le acusó de crímenes de guerra, pero fue liberado por falta de pruebas. En 1952, tras la guerra, trabajó como asesor fiscal en Ulm y en 1956 se reincorporó a la abogacía.
Murió en 1987 y fue el último superviviente de los asistentes a la Conferencia de Wannsee.